# Utarg
Utarg – w ujęciu ekonomicznym to suma przychodów przedsiębiorstwa w pewnym okresie ze sprzedaży określonej ilości produktów (Q) po określonej cenie (P).
Utarg = cena x ilość sprzedanych produktów
W ujęciu rachunkowości utarg jest to suma wpływów gotówkowych brutto ze sprzedaży dóbr (towarów i usług) w ramach prowadzonej działalności gospodarczej, w ustalonym okresie rozliczeniowym. Pojęcie utargu w rachunkowości nie jest tożsame z przychodem ze sprzedaży.
Utarg - w odróżnieniu od przychodu ze sprzedaży - obejmuje wpływy faktycznie uzyskane (przychód obejmuje również wartości należne) oraz obejmuje podatek VAT, który nie jest przychodem w rozumieniu rachunkowości i prawa podatkowego.
Okresem rozliczeniowym dla utargu jest zwykle dzień (utarg dzienny) lub miesiąc (utarg miesięczny). Pojęcie utargu np. w jednostkach handlowych jest zwykle tożsame ze stanem kasy (stan początkowy + utarg = stan końcowy).